# Bhil Corps
El Bhil Corps fou un grup militar establert pels britànics a l'Índia Britànica. El 1825 Sir James Outram fou enviat a Khandesh, i va formar amb els salvatges bhils un cos d'infanteria lleugera sobre els que va aconseguir una gran influència personal i els va utilitzar amb èxit en nombroses missions, sent coneguts com els Khandesh Bhil Corps. El 1831 es va formar a Rajputana el Mewar Bhil Corps. El seu manteniment es va finançar amb aportacions d'alguns prínceps. El cos tenia els seus quarters de Mewar a Kherwara i a Kotra. El quarter de Kherwara fou entabler entre 1840 i 1844. L'uniforme dels sipais bhils al començament era un drap penjant a la cintura ("taparrabos") que era la seva manera habitual de vestir, i anaven armats amb arc i fletxes; eren molt desconfiats així que se'ls pagava diàriament, doncs si un dia no cobraven se n'anaven. El 1857 va ser dels pocs cossos natius que va restar lleial. A Khetwara hi fou enviat un esquadró de cavalleria de Bengala i es va poder convèncer a una part dels bhils per anar a Nimach, on van combatre amb els bengalís retornant al quarter. Un destacament va operar contra el cap rebel Tantia Topi a Banswara i Partabgarh, i va guanyar una medalla. El cos va obtenir els seus colors el 1862 i fou possat a les ordes del comandant en cap al 1897. Llavors va quedar format per 8 companyies (set de bhils i una d'altres indis) amb destacaments a Kotra, Udaipur (Rajasthan) i Dungarpur. El bhils enllistats i els retirats amb pensió, van influir en els seus companys de la selva que progressivament van abandonar els seus habits de saqueig. En les fams de 1899 a 1902 el cos va fer un gran servei mantenint l'orde i participant en caceres que van alleujar la situació.